# Duncan Laurence
Duncan de Moor (bolj znan kot Duncan Laurence), nizozemski glasbenik, * 11. april 1994, Spijkenisse, Nizozemska.  
Svojo glasbeno kariero je začel leta 2014 in postal prvi polfinalist v peti sezoni The Voice. 

## Pesem Evrovizije 2019
S pesmijo »Arcade« in osvojenimi 498 točkami je zmagal na Pesmi Evrovizije 2019. Tako je Nizozemski prinesel peto evrovizijsko zmago v zgodovini.